# Светско првенство у атлетици на отвореном 2019 — штафета 4 × 400 метара за мушкарце
Трка штафета 4 х 400 метара у мушкој конкуренцији на 17. Светском првенству у атлетици 2019. у Дохи одржана је 5. и 6. октобра на стадиону Khalifa International Stadium.
Титулу светских првака из Лондона 2017. бранила је штафета Тринидада и Тобагоа.

## Освајачи медаља
|                                                               |                                                               |                                                                          |
| Фред Керли · Мајкл Чери · Вилберт Лондон · Рај Бенџамин · САД | Аким Блумфилд · Натон Ален · Тери Томас · Демиш Геј · Јамајка | Жонатан Сакор · Робин Вандербемден · Дилан Борле · Кевин Борле · Белгија |

## Рекорди
Стање 26. септембар 2019.
| Рекорди пре почетка Светског првенства 2019.  | Рекорди пре почетка Светског првенства 2019.                                                   | Рекорди пре почетка Светског првенства 2019. | Рекорди пре почетка Светског првенства 2019. | Рекорди пре почетка Светског првенства 2019. |
| --------------------------------------------- | ---------------------------------------------------------------------------------------------- | -------------------------------------------- | -------------------------------------------- | -------------------------------------------- |
| Олимпијски рекорди                            | Сједињене Државе · (Лашон Мерит, Анџело Тејлор, Дејвид Невил, Џереми Воринер)                  | 2:55,39                                      | Пекинг, Кина                                 | 23. август 2008.                             |
| Светски рекорд                                | Сједињене Државе · (Ендру Валмон, Квинси Вотс, Бач Рејнолдс, Мајкл Џонсон)                     | 2:54,29                                      | Штутгарт, Немачка                            | 22. август 1993.                             |
| Рекорди светских првенстава                   | Сједињене Државе · (Ендру Валмон, Квинси Вотс, Бач Рејнолдс, Мајкл Џонсон)                     | 2:54,29                                      | Штутгарт, Немачка                            | 22. август 1993.                             |
| Најбољи светски резултат сезоне               | Сједињене Државе Универзитет Тексас · (Bryce Deadmon, Роберт Грант, Кири Џонсон, Дивин Диксон) | 2:59,05                                      | Остин, САД                                   | 7. јун 2019.                                 |
| Афрички рекорд                                | Нигерија · (Клемон Чукву, Џад Моње, Сандеј Бада, Енофиок Удо Обонг)                            | 2:58,68                                      | Сиднеј, Аустралија                           | 30. септембар 2000                           |
| Азијски рекорд                                | Јапан · (Шуњи Карубе, Коџи Ито, Џун Осакада, Шигеказу Омори)                                   | 3:00,76                                      | Атланта, САД                                 | 3. август 1996.                              |
| Северноамерички рекорд                        | САД · (Ендру Валмон, Квинси Вотс, Бач Рејнолдс, Мајкл Џонсон)                                  | 2:54,29                                      | Штутгарт, Немачка                            | 22. август 1993.                             |
| Јужноамерички рекорд                          | Бразил · (Еронилде де Араужо, Клеверсон да Силва, Клодине да Силва, Сандерлеи Парела)          | 2:58,56                                      | Винипег, Канада                              | 30. јул 1999.                                |
| Европски рекорд                               | Велика Британија · (Ајван Томас, Марк Ричардсон, Џејми Баулч, Роџер Блек)                      | 2:56,60                                      | Атланта, САД                                 | 3. август 1996.                              |
| Океанијски рекорд                             | Аустралија · (Брус Фрејн, Гери Минихан, Рик Мичел, Дарин Кларк)                                | 2:59,70                                      | Лос Анђелес, САД                             | 11. август 1984.                             |
| Рекорди остварени на Светском првенству 2019. |                                                                                                |                                              |                                              |                                              |
| Најбољи светски резултат сезоне               | Сједињене Државе · (Фред Керли, Мајкл Чери, Вилберт Лондон, Рај Бенџамин)                      | 2:56,69                                      | Доха, Катар                                  | 6. октобар 2019.                             |

## Критеријум квалификација
Десет штафета се квалификовале као финалисти Светског првенства у такмичењу штафета 2019. године.,.
1. Тринидад и Тобаго (2:58,12)
2. Јамајка (2:56,75)
3. Белгија (2:58,52)
4. Јапан (3:00,76)
5. Велика Британија (2:56,60)
6. Јужна Африка (2:59,21)
7. Аустралија (2:59,70)
8. Сједињене Државе (2:54,29)
9. Италија (3:01,37)
10. Француска (2:58,96)

Домаћин првенства
Других 5 штафета пласирало се на основу најбољих резултата постигнутим између 7. марта 2018. и 6. септембра 2019.
1. Чешка (3:02,52)
2. Колумбија (3:01,16)
3. Индија (3:00,91)
4. Шпанија (3:00,65)
5. Боцвана (2:59,06)

У загради су национални рекорди сваке од земаља учесница.

## Сатница
| Датум            | Време | Коло          |
| ---------------- | ----- | ------------- |
| 5. октобар 2019. | 20:25 | Квалификације |
| 6. октобар 2019. | 21:30 | Финале        |

Сва времена су по локалном времену (UTC+1)

## Резултати

### Квалификације
Такмичење је одржано 5. октобра 2019. године. У квалификацијама су учествовале 16 екипа, подељене у 2 групе. У финале су се пласирале по три првопласиране из група (КВ) и две на основу постигнутог резултата (кв).,,
| Групе         | 1     | 2     |
| ------------- | ----- | ----- |
| Стартно време | 20:25 | 20:37 |

| Поз. | Група | Стаза | Атлетичари                                                                          | Штафета              | НР      | Време   | Белешка    |
| ---- | ----- | ----- | ----------------------------------------------------------------------------------- | -------------------- | ------- | ------- | ---------- |
| 1.   | 1     | 4     | Тајрел Ричард, Вернон Норвуд, Вилберт Лондон, Натан Стротер                         | САД                  | 2:54,29 | 2:59,89 | КВ         |
| 2.   | 2     | 5     | Аким Блумфилд, Натон Ален, Тери Томас, Џавон Франсис                                | Јамајка              | 2:56,75 | 3:00,76 | КВ, НРС    |
| 3    | 2     | 6     | Дилан Борле, Жилијен Ватрен, Жонатан Сакор, Кевин Борле                             | Белгија              | 2:58,52 | 3:00,87 | КВ, НРС    |
| 4.   | 1     | 9     | Jhon Alejandro Perlaza, Дијего Паломеке, Џон Александер Солис, Антони Хосе Замбрано | Колумбија            | 3:01,16 | 3:01,06 | КВ, НР     |
| 5.   | 2     | 8     | Аса Гевара, Џерим Ричардс, Дарен Алфред, Деон Лендор                                | Тринидад и Тобаго    | 2:58,12 | 3:01,35 | КВ         |
| 6.   | 2     | 7     | Лидви Ваљан, Кристофер Налиали, Томас Жордије, Маме-Ибра Ан                         | Француска            | 2:58,96 | 3:01,40 | кв, НРС    |
| 7.   | 1     | 8     | Едоардо Скоти, Владимир Ачети, Матео Галван, Давиде Ре                              | Италија              | 3:01,37 | 3:01,60 | КВ, НРС    |
| 8.   | 1     | 6     | Камерон Чалмерс, Рабат Јусиф, Ли Томпсон, Мартин Руни                               | Уједињено Краљевство | 2:58,52 | 3:01,96 | кв, НРС    |
| 9.   | 1     | 7     | Julian Jrummi Walsh, Шота Изукa, Кентаро Сато, Кота Вакабајаши                      | Јапан                | 2:58,96 | 3:02,05 | НРС        |
| 10.  | 2     | 3     | Тапело Пора, Гардео Исакс, Ранти Дикгале, Дерик Мокаленг                            | Јужна Африка         | 2:59,21 | 3:02,06 | НРС        |
| 11.  | 2     | 4     | Јан Тесар, Михал Десенски, Патрик Шорм, Вит Милер                                   | Чешка                | 3:00,91 | 3:02,97 | НРС        |
| 12.  | 2     | 9     | Амој Јакоб, Мухамед Анас, Jeevan Karekoppa Suresh, Ноах Нирмал Том                  | Индија               | 3:02,52 | 3:03,09 |            |
| 13.  | 1     | 3     | Оскар Усиљос, Самуел Гарсија, Хулио Аренас, Дарвин Андрес Ечевери                   | Шпанија              | 3:00,65 | 3:04,27 | НРС        |
| 14.  | 1     | 2     | Стивен Соломон, Алекс Бек, Мари Гудвин, Јан Хаплин                                  | Аустралија           | 2:59,70 | 3:05,49 |            |
| 15.  | 2     | 2     | Басем Хемеида, Абубакер Хејдар Абдала, Ашраф Хусеин Осман, Мохамед Насир Абас       | Катар                | 3:00,56 | 3:06,25 |            |
|      | 1     | 5     | Зибане Нгози, Дитиро Нзамани, Onkabetse Nkobolo, Leungo Scotch                      | Боцвана              | 2:59,06 | Диск.   | чл. 170.19 |

### Финале
Такмичење је одржано 6. октобра 2019. године са почетком у 21:30 по локалном времену.,
| Пласман | Стаза | Атлетичари                                                                          | Штафета              | Време   | Белешке |
| ------- | ----- | ----------------------------------------------------------------------------------- | -------------------- | ------- | ------- |
|         | 4     | Фред Керли, Мајкл Чери, Вилберт Лондон, Раи Бенџамин                                | САД                  | 2:56,69 | СРС     |
|         | 5     | Аким Блумфилд, Натон Ален, Тери Томас, Демиш Геј                                    | Јамајка              | 2:57,90 | НРС     |
|         | 7     | Жонатан Сакор, Робин Вандербемден, Дилан Борле, Кевин Борле                         | Белгија              | 2:58,78 | НРС     |
| 4.      | 6     | Jhon Alejandro Perlaza, Дијего Паломеке, Џон Александер Солис, Антони Хосе Замбрано | Колумбија            | 2:59,50 | НР      |
| 5.      | 9     | Аса Гевара, Џерим Ричардс, Деон Лендор, Мајкл Седенио                               | Тринидад и Тобаго    | 3:00,74 | НРС     |
| 6.      | 8     | Давиде Ре, Владимир Ачети, Матео Галван, Едоардо Скоти                              | Италија              | 3:02,78 |         |
| 7.      | 3     | Лидви Ваљан, Кристофер Налиали, Томас Жордије, Маме-Ибра Ан                         | Француска            | 3:03,06 |         |
|         | 2     | Камерон Чалмерс, Тоби Харис, Рабат Јусиф, Ли Томпсон                                | Уједињено Краљевство | НЗ      |         |